# Cicatrices (película de 2001)
 Cicatrices  es una película de Argentina filmada en colores dirigida por Patricio Coll sobre su propio guion con la colaboración de Jorge Goldenberg y Luis Priamo basado en  la novela homónima de Juan José Saer que se estrenó el 29 de marzo de 2001 y que tuvo como actores principales a María Leal,  Mónica Galán, Vando Villamil y  Omar Fantini. Fue filmada en Santa Fe y Paraná.

## Sinopsis
Tres historias de amor, odio, traición y vicio se entrecruzan: un abogado que es jugador compulsivo seducido por su sirvienta analfabeta, un joven periodista que vive con una madre quiere sacar provecho de su profesión y un matrimonio que se humilla mutuamente.

## Reparto
- María Leal	...	La Gringa
- Mónica Galán	Madre de Ángel
- Vando Villamil	...	Luis Fiore
- Omar Fantini	...	Sergio
- Pablo Di Crocce	...	Ángel
- Raúl Kreig	...	Dr. Rosemberg
- Sergio Humhofe	...	Tallador
- Natalia Moriones	...	Delicia
- Guillermina Schauman..	Gloria
- Marcelo Trepat	...	Carlos Tomatis
- Vicoria Díaz	...	Lucia
- José Luis Martínez...	Negro

## Críticas
Diego Batlle en La Nación opinó:

”La descripción del protagonista… es tan minuciosa, descarnada y atrapante que hace olvidar rápidamente cualquier bache narrativo…Coll y su talentoso equipo logran dotar al pueblo –abrumado por una lluvia omnipresente de un clima entre monocorde y opresivo. Pero por momentos la interesante imaginería visual, se diluye ante un reparto muy irregular.”

Marcela Gambarini en El Amante del Cine  escribió:

«Producto aburrido, discontinuo y chato, una interpretación equivocada y fallida de una excelente novela.»

Luis Ormaechea en el sitio web otrocampo.com  escribió:

«Si aceptamos que el tono declamatorio, las frases ampulosas y el uso de formas verbales compuestas…es un efecto poético deliberadamente buscado y no el resabio de cierto acartonamiento que caracterizó nuestro cine, podremos acceder a un texto que, a pesar de no estar plenamente logrado, tiene el inmenso mérito de apostar por un relato no convencional.»

Manrupe y Portela opinaron:

«Vidas pueblerinas de la novela de Saer, bien recreado desde lo estético y lo formal (el modo de hablar de los personajes también sirve para remitir a otra época, algo rara  vez tenido en cuenta). El esquema elegido… es el de la colección de historias independientes que hacia el final toman contacto, aunque el trayecto a veces es aburrido.